# Прекопа (Глина)
Прекопа је насељено мјесто на подручју града Глине, Банија, Република Хрватска.

## Историја
Прекопа се од распада Југославије до августа 1995. године налазила у Републици Српској Крајини.

## Становништво
| Националност       | 1991.        |
| Хрвати             | 186 (99,46%) |
| Срби               |              |
| Југословени        |              |
| остали и непознато | 1 (0,53%)    |
| Укупно             | 187          |

| Демографија | Демографија | Демографија |
| Година      | Становника  | Становника  |
| ----------- | ----------- | ----------- |
| 1961.       | 184         |             |
| 1971.       | 179         |             |
| 1981.       | 207         |             |
| 1991.       | 187         |             |
| 2001.       | 161         |             |
| 2011.       |             | 143         |